# Bógdał (Góry Krucze)
Bógdał – (niem. Magdalenen Felse, 747 m n.p.m.) - szczyt w południowo-zachodniej Polsce, w Sudetach Środkowych, w Górach Kamiennych, w południowej części pasma Gór Kruczych. 
Wzniesienie położone jest w południowo-zachodniej części Gór Kruczych, około 3 km na południe od centrum miejscowości Lubawka, w bocznym grzbieciku odchodzącym na północny wschód od Szerokiej, między Doliną Miłości po zachodniej stronie i Kruczą Doliną po wschodniej stronie.
Góra ma kopulasty kształt; posiada strome zbocza i płaski długi wierzchołek. Na wschodnim zboczu położona jest grupa porfirowych skałek o charakterystycznym czerwonym zabarwieniu.
Zbudowana z permskich porfirów (trachitów), należących do utworów zachodniego skrzydła niecki śródsudeckiej.
Zbocza wraz ze szczytem porasta las świerkowy regla dolnego, z domieszką drzew liściastych. 